# Rhopus notius
Rhopus notius är en stekelart som beskrevs av Prinsloo 1989. Rhopus notius ingår i släktet Rhopus och familjen sköldlussteklar. Inga underarter finns listade i Catalogue of Life.